# François Fulgis Chevallier
François Fulgis Chevallier, född 2 juli 1796 i Paris, död 24 december 1840 i Freiburg im Breisgau i Baden-Württemberg, var en fransk läkare, botaniker, lichenolog och mykolog.
Han blev medicine doktor den 26 maj 1821 med avhandlingen Sur les ciguës indigènes, considérées comme poisons et comme médicaments.

## Publikationer
- Histoire des graphidées jämte en analytisk tabell över typerna. (F. Didot, Paris, 1824)
- Flore générale des environs de Paris, selon la méthode naturelle. (Tre delar i två band, Ferra, Paris, 1826-1827, nyutgiven 1836).

Auktorsnamnet Chevall. kan användas för François Fulgis Chevallier i samband med ett vetenskapligt namn inom botaniken; se Wikipediaartiklar som länkar till auktorsnamnet.